# La Cancha
La Cancha est une localité rurale argentine située dans le département de Cushamen, dans la province de Chubut. L'origine de cette localité est donnée par la gare ferroviaire homonyme. Elle est située dans la position géographique 42° 46′ 22″ S, 71° 00′ 55″ O.